# De syv bojarer
De Syv bojarer (russisk: Семибоярщина, Semibojarsjtjina) var en gruppe af bojarer (russiske adelige), der under Forvirringens tid i Rusland efter en række militære nederlag til polakkerne under Den polsk-russiske krig (1605–1618) den 17. juli 1610 afsatte zar Vasilij 4. og overtog regeringen af Rusland og herefter indsatte den polske fyrste Władysław som russisk zar.
De syv var fyrsterne Fedor Mstislavsky (leder af gruppen), Ivan Mikhailovitj Vorotynskij, Andrej Vasilevitj Trubetskoj, Andrej Vasilevitj Golitsyn, Boris Mikhailovitj Lykov-Obolenskij og bojarerne Ivan Nikititj Romanov og Fedor Ivanovitj Sjeremetev. Som følge af den polske fremrykning ind i Rusland, Bolotnikov-opstanden og andre uroligheder under Forvirringens tid, var Vasilij 4. ikke populær og han var ude af stand til at regere effektivt udenfor Moskva. Efter den kombinerede russiske og svenske hær havde lidt nederlag mod de polsk-litauiske styrker ved slaget ved Klusjino den 24. juni (4. juli) 1610 afsatte De Syv Bojarer zar Vasilij 4. og sendte ham i tvunget eksil i Tjudov-klostret i Kreml. Vasilij blev senere deporteret til Polen, hvor han døde i et fængsel i Gostynin i 1612. De Syv Bojarer overtog herefter regeringen. Bojardumaen valgte herefter Władysław som zar, men Władysław konverterede ikke til den ortodokse tro (hvilket var en forudsætning for at overtage zardømmet), og kom ikke til indsættelsesceremonien.
Den polske adel ankom til Moskva den 21. september 1610. De Syv Bojarer havde ganske begrænset indflydelse i tiden med polakkerne, og indflydelsen ophørte definitivt, da polakkerne i 1612 blev drevet ud af Moskva ved en folkelige opstand ledet af Kuzma Minin, fyrst Dmitrij Pozjarskij og fyrst Dmitrij Troubetskoj.